# Calamaria banggaiensis
Calamaria banggaiensis — вид змій родини полозових (Colubridae). Ендемік Індонезії.

## Поширення і екологія
Calamaria banggaiensis мешкають на островах Пеленг і Банггаї в групі островів Банггаї, розташованій на схід від Сулавесі. Вони живуть в тропічних лісах та на плантаціях какао.